# Day of the Tentacle
A Day of the Tentacle, magyarul A Csáp Napja 1993-ban megjelent grafikus kalandjáték a LucasArts kiadásában. Ez a nyolcadik játék, amely a SCUMM motort használja. Egyszerre lett kiadva floppylemezen és CD-ROM-on, utóbbi teljes hangalámondással. A Day of the Tentacle-t Dave Grossman és Tim Schafer tervezte.
Schafer jelenlegi stúdiója a Double Fine Productions 2016. március 22-én kiadta a felújította a játékot (Day of the Tentacle Remastered) néven, mely PlayStation 4, PlayStation Vita, Windows, X és Linux rendszerekre jelent meg.

## Játékmód
A Day of the Tentacle a kétdimenziós point-and-click kalandjáték formulát használja, melyet az eredeti Maniac Mansion-nél használtak először. A játékosok a számítógépes egér segítségével irányítják a karaktereket a játéktérben. Hogy cselekedni tudjunk a játéktérben, a képernyőn elhelyezett parancssorból választhatunk egy cselekvést, amelyhez a játéktér egy objektumát lehet hozzárendelni. Ez volt az utolsó SCUMM játék, mely az eredeti interfészt használta, ahol a képernyő alsó felét egy cselekvő igéket tartalmazó szövegdoboz, és egy eszköztár foglalta el; a következő SCUMM motort használó játéktól fogva, mely a Sam and Max Hit the Road volt, a motor egy sokkal tömörebb igelistával módosult, melyen a jobb egérgomb segítségével lehetett végigscrollozni, és külön képernyőre került az eszköztár is. Ezt a formulát vitték át a franchise későbbi játékaira is, mint a The Dig, a Full Throttle és a The Curse of Monkey Island. A Day of the Tentacle-ben, a játékos a három játszható karakter bármelyikére átkapcsolhat bármikor, bár két karaktert bizonyos feladatok elvégzése után lehet használhatóvá tenni. A három főhős megoszthatja az eszköztárát is egymással (legalábbis bizonyos tárgyakat el lehet helyezni a vécében), mely sok rejtvényben szerepet játszik.
A Maniac Mansion-ben, a játékos karakterek meghalhatnak bizonyos helyzetekben. A LucasArts új filozófiát vett elő a kalandjátékaihoz 1990-ben, a The Secret of Monkey Islanddel kezdve. A filozófia lényege az volt, hogy a játék ne büntesse a játékost, amiért felfedezi a játék világát. Ennek megfelelően, a legtöbb LucasArts kalandjátékban, melyet a Monkey Island után adtak ki, beleértve a Day of the Tentacle-t, a játékos karakter(ek) nem halhatnak meg.

## Történet
A Day of the Tentacle öt évvel a Maniac Mansion eseményei után játszódik. Az első játék hét játszható karaktere közül csak Bernard Bernoulli, egy sztereotipizált eminens karakter, tér vissza. Ezúttal Bernard a főszereplő, aki a két szobatársát, Hoagie-t (Denny Delk hangja) és Laverne-t (Jane Jacobs hangja), vezeti vissza a kúriába. Dr. Fred Edison egyik kreálmánya, Purple Tentacle (Lila Csáp) beleiszik a kúriából kiömlő, a Sludge-O-Matic nevű gép által termelt ipari szennyvízbe (az említett gépnek ez az egyedüli funkciója), aminek következtében két tömzsi kar-nyúlványt növeszt, valamint világuralmi terveket kezd szövögetni. Bernard és barátai azt tervezik, hogy dr. Fred pottyantós vécéből átalakított időgépe (azaz a "Chron-o-John") segítségével visszautaznak az időben, hogy leállítsák a mérgező anyagot kibocsátó gépet, így megakadályozzák „Purple”-t hogy igyon a mérgező hulladékból.
Sajnálatos módon az olcsó gyémántutánzat dr. Fred gépében csődöt mond, minek következtében Hoagie a 200 évvel korábbi múltban landol (ahol olyan híres történelmi figurákkal találkozhat, mint George Washington és Benjamin Franklin), Laverne a 200 évvel későbbi jövőbe kerül (ahol Lila Csáp uralmi tervei valóra váltak), Bernard pedig a jelenben marad. Bernard-nak találnia kell egy valódi gyémántot (mely nagyjából emberi fej nagyságú), hogy újra működésbe hozhassa az időgépet, Hoagie-nak és Laverne-nek pedig vissza kell jutniuk az időgépükhöz, és egy áramforráshoz csatlakoztatni azokat, hogy újra összefogva végül legyőzhessék Lila Csápot. A játék a három időfolyamot hatékonyan kihasználja, ugyanis bizonyos cselekvések egy érán belül befolyásolhatják a többi érát, és az ott elvégzendő feladatokat/fejtörőket, valamint a karakterek a különböző időkből származó tárgyakat cserélni tudják egymás között.
A játékban több olyan feladat is van, melynek teljesítéséhez az szükséges, hogy bizonyos cselekvéseket elvégezzen a játékos a múltban, amivel a jövőt befolyásolja. Például a porszívót reklámozó röplapot a jelenből be lehet dobni az Amerikai Alkotmány ötletládájába, aminek következtében egy paragrafus kerül bele, miszerint minden amerikainak kell legyen egy porszívó a pincéjében. Ennek következtében pedig a jövőben, amikor már feltalálják a porszívót, meg is jelenik egy, amit használni lehet egy újabb feladat végrehajtásakor.

## Történelmi interakciók
A Day of the Tentacle történetének egy különlegessége, hogy a játékosnak lehetőséget ad arra, hogy interakcióba lépjen a gyarmati Amerika fontos történelmi alakjaival, név szerint George Washingtonnal, Thomas Jeffersonnal, Benjamin Franklin-nel, John Hancock-kal, és Betsy Ross-szal. A személyiségjegyeik ki vannak élezve a komikus hatás kedvéért. A leszármazottaik (vagy legalábbis olyan karakterek, akik emlékeztetnek rájuk) más korokban is megtalálhatóak. Harold, aki kinézetre Washington leszármazottja, transzvesztitaként tűnik fel, egy a Csápok által szervezett, jövőbeni szépségversenyen. John Hancock egy látszólagos leszármazottja Dwayne-ként tűnik fel, aki egy elkeseredett, játékújdonság-kereskedő, Ben Franklin egy látszólagos leszármazottja pedig szintén újdonságokkal foglalkozó kereskedő.
A játék legszórakoztatóbb rejtvényei közül sok ezekkel a karakterekkel kapcsolatos. Az egyik rejtvény folyamatban Hoagie egy robbanó szivart ad Washingtonnak, hogy kicserélje a híres fa műfogsorát egy vacogó mechanikus fogsorra, míg egy másikban Ross-nak adja egy tantacle rajzát, aki beleszövi azt az amerikai zászlóba. A kumquat fa gyümölcseit pirosra festve pedig, a játékos rá tudja venni Washingtont, hogy kivágja az így létrehozott „cseresznye” fát, ami egy legendára utal Washington fiatalkorából.

## Reakciók
Az Adventure Gamers a játékot az első helyre hozta ki, a Minden Idők 20 Legjobb Kalandjátékának Listáján. Ezen felül 5/5-re értékelték, amivel egyike volt a mindössze három, ilyen osztályzatot kiérdemlő játéknak a webhelyükön.
Az IGN a 60. helyre tette a top100-as játék listáján.

## Érdekességek
- Bernard háromszor tűnik fel a Sam & Max Hit the Road-ban, a Snucky's pénztárgépe mögött. Mindhárom esetben kissé különbözik kinézetre.
- A teljes eredeti Maniac Mansion játékot le lehet játszani egy számítógépen, a Day of the Tentacle játékon belül, (igaz mindössze egyetlen lementési hely van benne).
- Darth Vader portréja látható egy Star Wars naptáron, mely dr. Fred íróasztala mögött lóg a falon.
- A TV reklámban, ahol Bernard tudomást szerez egy valódi gyémántról, a reklám bemondója az 1-800-STAR-WARS telefonszámot adja meg. Ez volt (abban az időben) a LucasArts Store telefonszáma.
- A Csápok hálószobájának egyik polcán egy Birodalmi rohamosztagos sisakja található.
- Egy múltbeli portré Maxet ábrázolja a Sam and Maxből, amelyen rizsporos parókát visel, és nagy hazafiként van aposztrofálva.
- A játékot eredetileg úgy tervezték, hogy sokkal inkább hasonlítani fog a Maniac Mansionre. A játékos hat karakter közül választhatott volna (többek között egy költőt, Chester néven, egy hippilányt Moonglow néven, és Razort az eredeti játékból). Ezt az ötletet még az előkészületek során elvetették, hogy leegyszerűsítsék a projektet. Chester karakter dizájnját átmentették a végső játékba, Red Edison iker fiaiként.
- Van egy bónusz szint a Zombies Ate My Neighbors-ben, Day of the Tentacle néven, ahol Lila Csápok az ellenségek.

## Folytatások
Van néhány német rajongócsoport, amely belekezdett rajongói játékok fejlesztésébe, de 2006-ig bezárólag ezek egyike sem készült el. A LucasArts játékrészlegét bezárta a Disney, így bármelyik fejlesztőcég licencelheti a LucasArts címeit, köztük a Day of the Tentacle-t is.

## Lásd még
- LucasArts kalandjátékok
- ScummVM